# I protagonisti (Bonelli)
I protagonisti è una serie a fumetti di genere western realizzata da Rino Albertarelli e pubblicata mensilmente dal 1974 al 1975 dalla Daim Press. La serie presentava documentate e minuziose biografie degli eroi del West e venne interrotta dalla morte dell'autore.

## Storia editoriale
Ogni albo conteneva una monografia di un personaggio dell'epopea western con una storia a fumetti corredata da schede e da una bibliografia contenente i libri consultati dall'autore nel suo lavoro di documentazione.
La serie fu voluta da Sergio Bonelli e da Rino Albertarelli che scrisse e disegnò la serie per la Daim Press a partire dal 1973. Quando Albertarelli morì, il 21 settembre 1974, stava lavorando sul decimo albo e solo il primo era uscito in edicola. La casa editrice decise di far terminare il decimo volume, di cui Albertarelli aveva completato solo le prime 42 tavole, da Sergio Toppi e di chiudere la serie.
Nel 1994 la serie venne ristampata nella collana I protagonisti del West, edita dalla Hobby & Work. Una seconda ristampa venne edita nel 2007 nella collana di Storia del West della If Edizioni con la testata Storia del West presenta I protagonisti. In ogni albo sono presenti due storie e viene rispettato l'ordine cronologico della pubblicazione originale.

## Elenco degli albi
Tutte le storie sono state scritte e disegnate da Rino Albertarelli eccetto le ultime tavole del n. 10 completate da Sergio Toppi.
1. George Armstrong Custer - Cacciatore di gloria
2. Geronimo - Apache vuol dire nemico
3. Billy the Kid - Il destino di uccidere
4. Jed Smith - Il magnifico vagabondo
5. Toro Seduto - Il profeta dei Sioux
6. Wyatt Earp - L'uomo dell'O.K. Corral
7. Wild Bill Hickok - L'onesto assassino
8. Frank Canton - Cacciatore di uomini
9. Bill Doolin - Compagno del vento
10. Herman Lehmann - L'indiano bianco